# ベッリンツァーゴ・ロンバルド
ベッリンツァーゴ・ロンバルド（伊: Bellinzago Lombardo）は、イタリア共和国ロンバルディア州ミラノ県にある人口約3,800人の基礎自治体（コムーネ）。

## 地理

### 位置・広がり

#### 隣接コムーネ
隣接するコムーネは以下の通り。
- ジェッサーテ
- ゴルゴンゾーラ
- インザーゴ
- ポッツオーロ・マルテザーナ

### 地震分類
イタリアの地震リスク階級 (it) では、3 に分類される。